# Valmacca
Valmacca es una localidad y comune italiana de la provincia de Alessandria, región de Piamonte, con 1.071 habitantes.

## Evolución demográfica
| Gráfica de evolución demográfica de Valmacca entre 1861 y 2013 |
|                                                                |
| Fuente ISTAT - elaboración gráfica de Wikipedia                |